# Kemutug Lor
Kemutug Lor is een plaats en bestuurslaag (kelurahan) in het onderdistrict (kecamatan) Baturraden in het regentschap Banyumas van de provincie Midden-Java, Indonesië. Kemutug Lor telt 4387 inwoners (volkstelling 2010).